# Vaguiz Khidiatul·lin
Vaguiz Khidiatul·lin   (Gubakha, 3 de març de 1959) és un exfutbolista rus de la dècada de 1980.
Fou 58 cops internacional amb la selecció soviètica amb la qual participà en la Copa del Món de Futbol de 1982 i 1990.
Pel que fa a clubs, defensà els colors de FC Spartak Moscou, PFC CSKA Moscou, Karpaty Lviv i Toulouse FC.